# Izogona
Izogona (nebo Isogona) je čára na mapě (izolinie), která spojuje místa se stejnou magnetickou deklinací. V anglické literatuře značí spojnice míst se stejnými směry větru. Křivka spojující místa s nulovou  deklinací se nazývá agona. 